# Khors Air
Khors Air (em ucraniano:  Авіакомпанія Хорс) é uma companhia aérea com sede em Kiev, Ucrânia. Opera principalmente voos charter dentro da Ucrânia e também oferece voos para a Europa e Oriente Médio a partir do Aeroporto Zhuliany.

## História

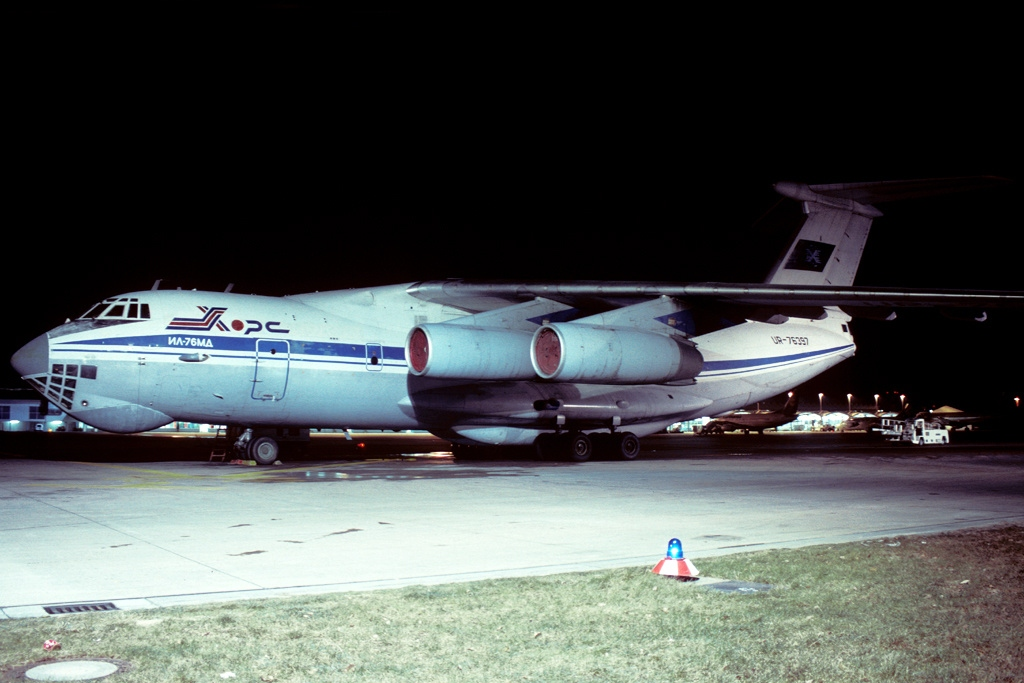
Um Ilyushin Il-76 da Khors Air em 1996

A companhia aérea foi fundada e iniciou suas operações em 1990 usando aeronaves Ilyushin Il-76, Yakovlev Yak-40, Antonov An-24 e Antonov An-26. Em 1992, um Antonov An-12 foi comprado.
Em 2005, um serviço de Kiev para Dubai, Malé e Jacarta foi iniciado usando uma aeronave Boeing 757-200ER, mas logo teve que ser interrompido.
Em 2017, os Estados Unidos propuseram sanções contra a Khors Air por alugarem aeronaves para companhias aéreas no Irã.

## Destinos
A maioria dos voos operados pela companhia aérea são voos charter não regulares.

## Frota
A frota da Khors Air consiste nas seguintes aeronaves (Junho de 2018):
| Aeronaves                 | Em Serviço | Ordens | Passageiros | Notas |
| ------------------------- | ---------- | ------ | ----------- | ----- |
| Airbus A319-100           | 1          | –      | 150         |       |
| Airbus A321-200           | 3          | –      | 210         |       |
| Boeing 737-300            | 2          | –      | 148         |       |
| Boeing 737-500            | 3          | –      | 126         |       |
| McDonnell Douglas DC-9-51 | 1          | –      | 125         |       |
| McDonnell Douglas MD-82   | 1          | –      | 150         |       |
| McDonnell Douglas MD-83   | 1          | –      | 161         |       |
| Total                     | 12         | 0      |             |       |